# Afafa
Afafa est un groupe masculin de musique RnB et de RnB fusion traditionnelle Tchink du Bénin. Afafa est l'un des groupes qui a marqué considérablement, au cours des années 2000, l'histoire de la musique moderne béninoise.

## Histoire
Afafa qui voit le jour en 1997 et veut dire éventail en langue fongbé est un groupe de trois amis qui partagent un amour commun de la musique. Assido, Dègnon et Vidégla disent avoir choisi de s'appeler Afafa parce que comme l'éventail apaise les chaleurs corporelles, ils ont l'ambition d'apporter, via leurs chansons, la paix dans les foyers. Dès le troisième trimestre de 1997, Afafa connaît déjà un immense succès musical et est demandé, voire réclamé sur toutes les scènes du pays. Les trois amis, dont chacun à un style différent et propre à lui, propose aux publics africains un RnB aux couleurs locales du Bénin, ouvert à tous les horizons musicaux avec des variations orientales ou soul à la fusion traditionnelle « Tchink »,.

## Albums, dislocation du groupe et mort de Vidégla
Ensemble, le trio sort officiellement 2 albums dont chacune des chansons connaît un succès que les spécialistes de la musique au Bénin qualifient de phénoménal. En effet, de Mindessi à Man lè do Kpa en passant par Grégo, wisdom, Kill you tonight, 25è heure, Alafia, etc. le groupe Afafa reste l'un des plus appréciés du Bénin. Au début des années 2010, alors qu'il prévoyait sortir leur troisième album intitulé Le Tour du monde dont certains singles sont déjà connus et appréciés du public, le groupe se verra emporter par des querelles et mécompréhensions internes. Cette scission enterre le projet d'album et chacun se lance dans une carrière solo très mal reçu par les Béninois. Les choses semblent s'améliorer pour eux vers 2017,,, quand ils ont voulu se remettre ensemble, mais le décès de Vidégla survenu dans la nuit du vendredi 21 au samedi 22 septembre 2018 aura raison de cette ambition de continuer ensemble.

## Quelques titres du groupe Afafa
Afafa a à son actif plus d'une cinquantaine de titres dont la plupart est connue des mélomanes béninois. Au nombre de ceux-ci :
- Gagnant
- Mon avenir
- Tchite jalousie
- Mindessi
- Djawa
- Ne jamais reculer[13]
- Afafa[14]
- Kill You To Night[15]
- Alafia
- Bizou
- Tchité
- Kwabo (feat. Creator)
- AFAFA (Les Gagnants)
- Agbetto
- Gigo nou we[16]
- Grégo
- Nan Mi Nin mi nanon
- Sell Out
- 25ème Heure
- Gbe Wa nou de
- Credo
- Mi va
- Wisdom[17]
- Killin Love[18],[19].